# Pictures from another side
Pictures from another side is een muziekalbum van Cyan.

## Inleiding
Cyan was een vroege muziekgroep rondom Robert Reed. Met die band bracht hij in de jaren negentig een aantal albums uit, waaronder Pictures from the other side via het Nederlandse platenlabel SI Music (Simply 54). In de jaren twintig van de 21e eeuw vond Reed, dat een nieuwe opname en distributie van dat album wenselijk was en nam het (deels) opnieuw op met bevriende musici. Vanuit die sessies kwam ook een aantal tracks voort die geschikt waren voor een aparte uitgave, die als extraatje gold. Het bevat acht tracks; de eerste vier zijn remixes van het opnieuw opgenomen album; de laatste vier zijn live ingespeelde tracks van het album For king and country.

## Musici
- Robert Reed – toetsinstrumenten
- Luke Machin – gitaar
- Peter Jones – gitaar, zang
- Dan Nelson - drumstel (tracks 1-4)
- Angharad Brim - zang

## Muziek
| Nr. | Titel                                                      | Duur  |
| --- | ---------------------------------------------------------- | ----- |
| 1.  | Pictures from the other side (orchestral mix)              | 7:24  |
| 2.  | Solitary angel (orchestral mix)                            | 5:41  |
| 3.  | Tomorrow’s here today (orchestral arrangement)             | 9:56  |
| 4.  | Broken man (celtic mix)                                    | 10:12 |
| 5.  | I defy the sun (The quiet room live session)               | 6:40  |
| 6.  | Don’t turn away (The quiet room live session)              | 9:02  |
| 7.  | Call me (The quiet room live session)                      | 6:12  |
| 8.  | Man amongst men/The sorcerer (The quiet room live session) | 9:02  |